# Dominik Koepfer
Dominik Koepfer (født 29. april 1994 i Furtwangen, Tyskland) er en professionel tennisspiller fra Tyskland.